# Jorge Mester
Jorge Mester (* 10. April 1935 in Mexiko-Stadt) ist ein mexikanischer Dirigent und Musikpädagoge.
Der Sohn ungarischer Emigranten studierte an der Juilliard School Dirigieren bei Jean Paul Morel und war außerdem Schüler Leonard Bernsteins am Berkshire Music Center und Albert Wolffs: Mehrere Jahre war er Bratschist im Beaux Arts String Quartet. 1955 debütierte er als Dirigent des Nationalen Sinfonieorchesters von Mexiko. 1960 dirigierte er eine Aufführung der Salome beim Spoleto Festival. In der Saison 1961–62 war er musikalischer Leiter des New Yorker Greenwich Village Symphony Orchestra.
Im Jahr 1967 wurde er Dirigent des Louisville Orchestra, das er bis 1979 leitete. Er profilierte sich in dieser Zeit als Interpret der Neuen Musik. Mit seinem Orchester spielte er mehr als 200 Uraufführungen von Kompositionen Philip Glass’, Peter Schickeles, Michael Daughterys, Carl Ruggles’, Joan Towers, George Tsontakis’ und anderer und spielte 72 Welterstaufnahmen ein. Daneben entstanden auch Aufnahmen von Werken Leonardo Baladas, Samuel Barbers, Max Bruchs, Carlos Chávez’, Henry Cowells, George Crumbs, Luigi Dallapiccolas, Alberto Ginasteras, Enrique Granados’, Charles Koechlins, Frank Martins, Peter Mennins, Krzysztof Pendereckis, Walter Pistons, Goffredo Petrassis, Peter Sculthorpes, Gunther Schullers und Dmitri Schostakowitschs.
Ab 1985 leitete Mester 25 Jahre lang das Pasadena Symphony Orchestra. Daneben war er von 1998 bis 2002 künstlerischer Leiter des Orquesta Filarmonica de la Ciudad de Mexico, von 2004 bis 2012 des Naples Philharmonic Orchestra, Chefdirigent des West Australia Symphony Orchestra sowie Erster Gastdirigent des Adelaide Symphony Orchestra und des Saint Paul Chamber Orchestra. 21 Jahre lang (von 1970 bis 1991) war er aktiv am Aspen Music Festival beteiligt. Als künstlerischer Leiter des National Orchestral Association’s New Orchestra Music Project führte er zwischen 1988 und 1992 zahlreiche zeitgenössische Musikwerke in der Carnegie Hall auf. Von 2011 bis 2012 leitete er das Debütorchester der Young Musicians Foundation.
Mit einigen Unterbrechungen unterrichtete Mester von 1958 bis 1988 an der Juilliard School. Er prägte als Lehrer Dirigenten wie James Conlon, Dennis Russell Davies, Andreas Delfs, JoAnn Falletta und John Nelson und Musiker wie Nadja Salerno-Sonnenberg, Midori, Renée Fleming, Cho-Liang Lin und Robert McDuffie. 1985 verlieh ihm die Columbia University den Ditson Conductor’s Award.